# Municipio de Armadillo de los Infante
El municipio de Armadillo de los Infante es uno de los 59 municipios que constituyen el estado mexicano de San Luis Potosí; su nombre es en honor a la familia Infante, dueños de la primera imprenta del municipio, a principios del siglo XIX. 

## Historia
El pueblo llevó el nombre de "Valle de la Visitación de María Santísima a Santa Isabel de los Armadillos". El 6 de mayo de 1951 por decreto N.º 141, se le llamó oficialmente "Armadillo de los Infante". Tal denominación es en honor de la familia Infante, ya que fueron los primeros impresores en el lugar, mucho antes de que la imprenta fuera establecida en la ciudad de San Luis Potosí.

## Descripción geográfica

### Ubicación
Armadillo de los Infante se localiza al centro del estado entre las coordenadas geográficas 22º 15’ de latitud norte, y 100º 39’ de longitud oeste; a una altitud promedio de 1640 metros sobre el nivel del mar.
El municipio tiene una superficie aproximada de 626 km². Limita al noreste con el municipio de Cerritos; al norte con el municipio de Villa Hidalgo; al oeste con el municipio de Soledad de Graciano Sánchez; al sur con el municipio de Zaragoza; al sureste con el municipio de San Nicolás Tolentino, y al suroeste con el municipio de Cerro de San Pedro.
Armadillo de los Infante, cabecera del municipio, se encuentra en la ubicación 22°14′41″N 100°39′22″O / 22.24472, -100.65611, a una altitud de 1700 m. s. n. m.

### Topografía
El territorio del municipio es delimitado por la Sierra de Armadillo, sin embargo, no cuenta con elevaciones importantes; al centro, posee un relieve plano. Sus suelos se formaron en la era Mesozoica, su uso principalmente es ganadero, forestal y agrícola.

### Hidrografía
El municipio pertenece a la región hidrológica El Salado. Sus recursos hidrológicos son proporcionados por los ríos Armadillo y César. Además cuenta con arroyos de afluente temporal; así como algunos manantiales.

### Clima
El clima del municipio es cálido semicálido con lluvias en verano al noroeste del municipio y semiseco al sureste; sin cambio térmico invernal bien definido. La temperatura media anual es de 18°C, con máxima de 27 °C y mínima de 1 °C. La temporada de lluvias se registra entre los meses de mayo y agosto. La precipitación media es de 304.7 milímetros.

Según la clasificación climática de Köppen el clima de Armadillo de los Infante corresponde a la categoría BSk, (semiárido frío o estepario).

## Demografía
La población total del municipio de Armadillo de los Infante es de 4013 habitantes, lo que representa un decrecimiento promedio de -1.00 % anual en el período 2010-2020 sobre la base de los 4436 habitantes registrados en el censo anterior. Al año 2020 la densidad del municipio era de 6,44 hab/km².
| Gráfica de evolución demográfica de Municipio de Armadillo de los Infante entre 2000 y 2020 |
|                                                                                             |
| Fuente: Instituto Nacional de Estadística Geografía e Informática                           |

En el año 2010 estaba clasificado como un municipio de grado medio de vulnerabilidad social, con el 33.40% de su población en estado de pobreza extrema.
La población del municipio está mayoritariamente alfabetizada (13.38% de personas analfabetas al año 2010), con un grado de escolarización en torno de los 5 años. Solo el 0.16% de la población se reconoce como indígena.
El 95.58% de la población profesa la religión católica. El 2.64% adhiere a las iglesias Protestantes, Evangélicas y Bíblicas.

### Localidades
Según el censo de 2010, la población del municipio se distribuía entre 53 localidades, de las cuales 41 eran pequeños núcleos de carácter rural de menos de 100 habitantes.
Las localidades con mayor número de habitantes y su evolución poblacional son:
| Localidad                                     | Población 2010 | Población 2020 |
| Total Municipio                               | 4436           | 4013           |
| Armadillo de los Infante (Cabecera municipal) | 328            | 307            |
| La Concordia                                  | 831            | 850            |
| Palomas (El Valle de Palomas)                 | 455            | 374            |
| Paradita del Refugio                          | 424            | 427            |
| Pozo del Carmen                               | 471            | 541            |

## Cultura
En abril o mayo (cada año varía la fecha exacta) se lleva a cabo el festival de arte y cultura en el Municipio de Armadillo de los Infantes, que se hace con la participación del Ayuntamiento y de la población, realizándose diversos talleres de lectura, pintura, cine, obra de teatros, bailes y danzas.

### Gastronomía
Enchiladas potosinas, gorditas de variedad de guisos, asado de boda, mole rojo, capirotada, tamales en hoja de maíz, tacos de barbacoa, carnitas de cerdo, menudo de res, arrachera, cortes, tacos de bistec, pastor, machitos, salpicon de cascabel, barbacoa de borrego, variedad de pizza a la mexicana, cerveza artesanal, <agua y dulce de chilacayota, agua y nieves de frutos del campo (tuna, cardona, xoconostle, garambullo).

### Sitios de interés
- Templo de la Purísima Concepción.
- Casa de la imprenta.
- Exhacienda Pozo del Carmen.
- Presa Vara Dulce.
- Campamento Quinta Camp
- Templo de la Virgen del Carmen
- Restaurante Campestre Mesón de Zamarripa en Ejido Pozo del Carmen
- Restaurante Armadillo Mágico

### Fiestas
Fiestas civiles
- Aniversario de la Independencia de México: 16 de septiembre.
- Aniversario de la Revolución mexicana: El 20 de noviembre.

Fiestas religiosas
- Semana Santa: jueves y viernes Santos.
- Día de la Santa Cruz: 3 de mayo.
- Fiesta en honor de la Virgen de Guadalupe: 12 de diciembre.
- Día de Muertos: 2 de noviembre.
- Fiesta patronal a la Purísima Concepción: 8 de diciembre.
- Fiesta patronal a La Virgen del Carmen: 16 de julio

### Personajes ilustres
- Alejo Infante, benefactor.
- José María Infante, benefactor.
- José Tomás Infante, benefactor.
- Trinidad Infante, benefactor.
- Salvador Palau, benefactor.
- Manuel Rubín de Celis, arzobispo.
- Agustín Morales Sánchez, profesor.
- Valentín Meza, guerrillero.
- Baltazar Nieto, presbítero.
- Ezequiel Meza, presbítero.

## Economía
Según los datos relevados en 2010, 542 personas desarrollaban su actividad en el sector primario (agricultura, ganadería, aprovechamiento forestal, pesca y caza). En segundo lugar, 236 personas estaban ocupadas en la industria manufacturera. Ambos sectores concentraban más la mitad de la población económicamente activa del municipio, que ese año era de 1410 personas.
Según el número de unidades activas relevadas en 2019, los sectores más dinámicos son el comercio minorista y la prestación de servicios de alojamiento temporal y de preparación de alimentos y bebidas. Ambos sectores reunían más del 90% de las unidades económicas activas del municipio.

## Educación y salud
En 2010, el municipio contaba con escuelas preescolares, primarias, secundarias y una escuela de educación media (bachillerato). Contaba con 5 unidades destinadas a la atención de la salud, con un total de 5 personas como personal médico.

El 40% de la población, (1854 personas), no habían completado la educación básica, carencia social conocida como rezago educativo. El 71.1%, (3298 personas), carecían de acceso a servicios de salud.

## Gobierno
Su forma de gobierno es democrática y depende del gobierno estatal y federal; se realizan elecciones cada 3 años, en donde se elige al presidente municipal y su gabinete. 